# 歴史と人物 (雑誌)
『歴史と人物』（れきしとじんぶつ）は、中央公論社が発行していた歴史雑誌である。

## 創刊の経緯
元々は『中央公論』の臨時増刊と言う形で昭和45年（1970年）11月号から不定期に発行されたのが始まりである。その後、この臨時増刊は昭和46年（1971年）5月号まで計3回発行されたが、いずれも好評だったため、月刊誌として中央公論本誌から独立させることが決まった。当時の編集部は「歴史ものが強いのは高校生から七十歳代の老人にまで、まんべんなく読者を持っていることで、まじめなもの、堅いものでもよく読まれる」と述べている。
月刊誌創刊前に出版されたものは下記。巻号は『中央公論』の連番となっている。
- 『中央公論』 臨時増刊　歴史と人物　「特集 1 昭和悲劇の主役たち、2 維新小説」（85巻13号）
- 『中央公論』 臨時増刊　歴史と人物 2「特集 維新比較人物論」（86巻5号）
- 『中央公論』 臨時増刊　歴史と人物 3「特集 そこで彼らはやって来た 明治維新の国際環境」（86巻8号）

## 中央公論歴史と人物
月刊誌としての創刊は昭和46年（1971年）9月号であった。以降この名前で昭和58年（1983年）12月号まで継続した。巻号は当時の『中央公論』本誌と同じく、創刊年を「1年」とするスタイルである（『中央公論 歴史と人物』としての最終号は13年15号）。
取り上げる話題は日本史が中心に、時代は古代から現代（太平洋戦争期）まで様々であったが、特に初期は東洋史や西洋史を中心に扱った号もあるなど、歴史総合誌としての実態を伴っていた。月刊総合誌の体裁を引き継ぎ内容は文章中心で図や絵は殆ど無かった。体裁は『歴史読本』に近いが、論考は白川静『孔子伝』など、高度なものが掲載されていた。毎号300ページ前後のボリュームがあった。編集長は粕谷一希ら。
- 昭和46年（1971年）9月号 「特集 地中海世界 神々の相剋と調和」
- 昭和46年5月号 「明治維新と南北戦争」
- 昭和46年10月号「孔子の生涯」
- 昭和47年（1972年）1月号「特集 キリスト教文明の挑戦と応戦」
- 昭和47年2月号「エリザベス朝の思想空間」
- 昭和47年4月号「特集 蒙古帝国の世界史的衝撃」
- 昭和47年6月号「緊急特集 高松塚古墳の源流を探る」
- 昭和48年（1973年）9月号「特集 ヒトラーとナチズムの出現」
- 昭和48年11月号「特集 中国歴代宰相伝 李斯と陳平〜林則徐」
- 昭和49年（1974年）1月号「特集 レーニンとロシア革命」
- 昭和51年（1976年）7月号「特集アメリカ建国二百年と日本」

また、下記のように文芸出版社としての一面を活かして小説家の目線から特集した号もある。
- 昭和49年（1974年）6月号「特集 私の描いた日本の“人間” 池波正太郎・大原富枝他11名」
- 昭和49年7月号「特集 私の描きたい人物像 井上靖・伊藤桂一他」

月刊であるにもかかわらず巻号が13号以上まである年があるのは、下記に例示するような増刊を出しているからである。年号は元号表記であった。
- 昭和55年（1980年）11号増刊「江戸の二十四時間 庶民風俗・その日常生活と楽しみ」
- 昭和56年（1981年）9月増刊「実録 太平洋戦争」
- 昭和56年増刊「日光東照宮」
- 昭和57年（1982年）9月増刊「秘録 太平洋戦争」
- 昭和58年（1983年）第2号増刊（1983年1月）「太平洋戦争-開戦秘話」
- 昭和58年増刊「劇画フランス革命とナポレオン」

## 歴史と人物 太平洋戦争シリーズ
1984年（昭和59年）より刊行された。「中央公論」が取れ「歴史と人物」と改題し副題に「太平洋戦争シリーズ」と付く。通号、巻号は継続している。ただし、以降も戦国時代などを特集した号は存在する。
以前から太平洋戦争について扱った記事は掲載機会が多かったが、これ以降は太平洋戦争に参陣した将兵の証言記録に特化し、軍事雑誌色を強めた。1985年（昭和60年）に季刊化し昭和61年（1986年）冬号を以って通号173号で休刊した。

## その他
大きさはA5サイズであった。表紙の題字部分は基本パターンとしては背景白抜き（場合によっては黒抜き）で「中央公論」の文字は左上に小さく表記され「歴史と人物」が大文字で描かれている。題字の下は当時の月刊総合誌全般と同じく美術絵、風景写真などが使われ目次部分が折りたたみで記事名を着色して並べている点も同様である。執筆陣は宮崎市定や白川静らの大学教授や学芸員の他、自社と契約している作家・評論家が積極的に起用されており、その意味では純粋な研究雑誌とは一線を画していた。

## 中公ムック「歴史と人物」
2020年（令和2年）、「中公ムック 歴史と人物」として誌名が復活。発行元は中央公論新社。A4変型判で初中級者の歴史ファンに向けた内容となっている。11月刊行の第1弾は「戦国争乱〜『桶狭間の戦い』から『大坂の陣』まで」と「江戸五百藩〜ご当地藩のすべてがわかる!」の2冊。

## 関連書籍
- 丸谷才一,山崎正和他『雑談歴史と人物』中央公論社 1976年
- 宮崎市定『水滸伝　虚構の中の史実』中公新書、中公文庫…連載『水滸伝の人物』を書籍化したもの
- 白川静『孔子伝』中公文庫…連載を書籍化したもの
- 角田房子『いっさい夢にござ候―本間雅晴中将伝』中公文庫…連載を書籍化したもの